# هوارد نوغينت
هوارد نوغينت (بالإنجليزية: Howard Nugent)‏ هو سياسي أمريكي، ولد في 22 أغسطس 1879 بباد إكس في الولايات المتحدة، وتوفي بنفس المكان في 29 مايو 1952. حزبياً، نشط في الحزب الجمهوري. وقد انتخب عضو مجلس نواب ميشيغان ‏.